# 阿波市立吉野中学校
阿波市立吉野中学校（あわしりつ よしのちゅうがっこう）は、徳島県阿波市西条字大西にある公立中学校。

## 概要
- 毎年3回「アドプト活動（吉野川沿いをの堤防を掃除する活動）」を行っている。[1]
- 発展途上国にワクチンを送るエコキャップの回収活動を行っている。[1]
- 東日本大震災の義援金集める活動を行っている。[1]

## 基礎データ
全校生徒数
- 201人（2014年度（平成26年度）当時）[1]

全卒業生数　
- ○人

最寄駅
- JR徳島線鴨島駅

## 沿革
- 1959年（昭和34年）4月1日 - 一条中学校、柿原中学校の2校を統合して吉野中学校を設立。
- 2004年（平成16年）11月11日 - 第34回徳島県中学校人権教育研究会大会会場となる。
- 2005年（平成17年）4月1日 - 町村合併により、阿波市立吉野中学校となる。
- 2007年（平成19年）1月2日 - 校舎・体育館エレベーター設置。

## 校訓
- 至誠
  - 自主的である人
  - 自制心の強い人
  - 人権を重んずる人

## 部活動
- 郷土芸能部[2]
- ボランティア部[3]

## 関連学校
- 阿波市立一条小学校
- 阿波市立柿原小学校

## 通学区域が隣接している学校
- 阿波市立土成中学校
- 上板町立上板中学校
- 吉野川市立鴨島東中学校
- 吉野川市立鴨島第一中学校